# Manuel de Saldanha

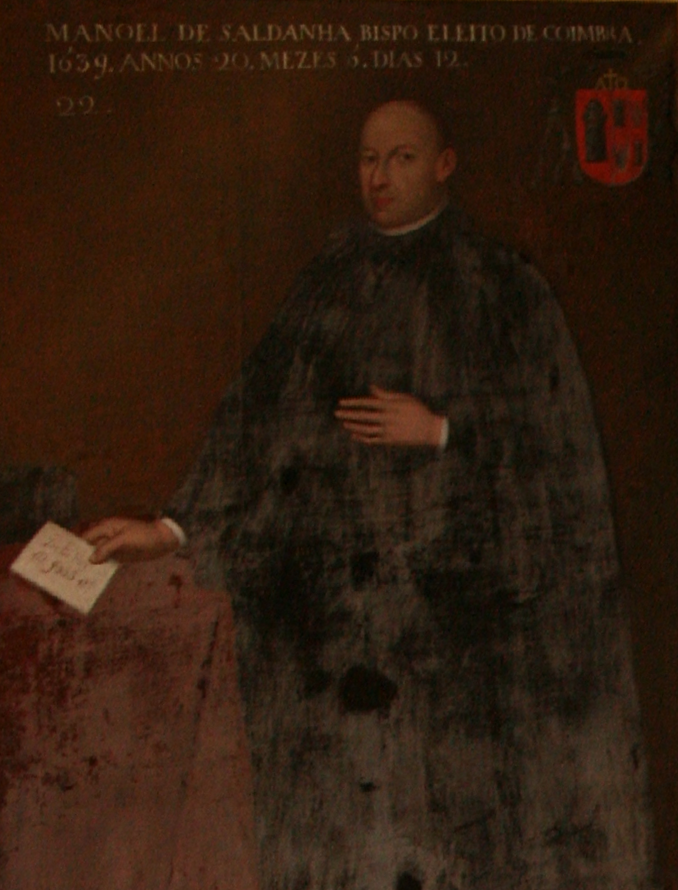
D. Manuel de Saldanha, em retrato na Sala do Exame Privado, Universidade de Coimbra.

D. Manuel de Saldanha (? — 16 de Agosto de 1659) foi o 66.º bispo de Viseu. Licenciado em Cânones pela Universidade de Coimbra, foi reitor daquela Universidade (1639-59) e deputado da Inquisição em Évora e em Lisboa.
Foi durante este reitorado que teve lugar a ascensão ao reinado de  D. João IV como rei de Portugal contra o domínio filipino. O Claustro pleno reunido em 13 de Dezembro de 1640, em nome da Universidade, aclamou o rei restaurador. Este fez-se depois representar, em Janeiro de 1641, em Lisboa, na aclamação oficial do referido novo rei pelo anterior reitor D. André de Almada. 
Cinco anos mais tarde, em 28 de Julho de 1646, ele e os lentes da Universidade juraram solenemente a Nossa Senhora da Conceição e foi colocada lápide na Capela de S. Miguel, junto ao altar de Nossa Senhora da Luz, no mesmo dia em que a Imaculada Conceição foi proclamada padroeira do Reino em Vila Viçosa.
Era filho de Fernão de Saldanha, governador da Ilha da Madeira, e de D. Joana de Noronha, senhora do Morgado da Azinhaga, filha de D. Manuel de Sousa, comendador de Santa Maria de África.